# Sheldon Souray
Sheldon Sharik Souray (* 13. Juli 1976 in Elk Point, Alberta) ist ein ehemaliger kanadischer Eishockeyspieler, der im Verlauf seiner aktiven Karriere zwischen 1992 und 2013 unter anderem knapp 800 Spiele für die New Jersey Devils, Canadiens de Montréal, Edmonton Oilers, Dallas Stars und Anaheim Ducks in der National Hockey League auf der Position des Verteidigers bestritten hat. Zudem war Souray dreimal für das NHL All-Star Game nominiert und vertrat die Nationalmannschaft seines Heimatlandes bei der Weltmeisterschaft 2005.

## Karriere
Souray spielte zunächst in verschiedenen Jugendteams, bis er in der Saison 1992/93 von den Tri-City Americans in der kanadischen Juniorenliga Western Hockey League aufgenommen wurde und seine ersten zwei Spiele für das Team absolvierte. Nach seiner ersten kompletten Saison in der WHL wurde er im NHL Entry Draft 1994 von den New Jersey Devils in der dritten Runde an 71. Position ausgewählt. Das folgende Jahr absolvierte er hauptsächlich in Tri-City, wechselte aber gegen Saisonende zum Ligakonkurrenten Prince George Cougars. Hinzu kamen seine ersten Einsätze für die Albany River Rats in der American Hockey League, dem Farmteam der New Jersey Devils. Sein letztes Jahr in der WHL absolvierte er 1995/96, wobei er während der Saison innerhalb der WHL von den Prince George Cougars zu den Kelowna Rockets wechselte. Weitere Einsätze für Albany kamen außerdem hinzu. Er hatte sich in der WHL zu einem guten Verteidiger entwickelt, der sowohl punkten konnte als auch das harte Spiel annahm. So schaffte er in seiner letzten Saison in insgesamt 59 Spielen 54 Punkte und 185 Strafminuten.
Zur Spielzeit 1996/97 wechselte Souray zu den Albany River Rats in die AHL, wo er die gesamte Saison verbrachte, ehe er im Spieljahr 1997/98 zu seinem ersten Einsatz in der NHL für die Devils kam und sich im Team etablieren konnte. Zweieinhalb Jahre spielte er für New Jersey, bis er im März 2000 gemeinsam mit Josh DeWolf für Wladimir Malachow und einen Draft-Pick zu den Montréal Canadiens transferiert wurde. Dort wurde der Kanadier immer wieder durch Verletzungen zurückgeworfen und konnte in den Spielzeiten 2000/01 und 2001/02 nur 86 von möglichen 164 Partien bestreiten. In der gesamten Saison 2002/03 konnte er wegen einer langwierigen Hüftverletzung kein einziges Spiel absolvieren.
Sein Comeback schaffte er in der Saison 2003/04 und endlich auch den endgültigen Durchbruch in der NHL. Nachdem er in den vorangegangenen Jahren maximal elf Punkte pro Saison gesammelt hatte, so waren es diesmal 35. Zum Lohn wurde er zum NHL All-Star Game eingeladen. Da die NHL-Saison 2004/05 wegen des Lockout komplett ausfiel, entschied sich der Verteidiger, wie viele NHL-Spieler, nach Europa zu wechseln, um dort die Saison zu bestreiten. Er unterschrieb einen Vertrag in der schwedischen Elitserien bei Färjestad BK. Als die NHL im Herbst 2005 wieder den Spielbetrieb aufnahm, kehrte Souray aus Schweden nach Montréal zurück. Doch zu Beginn der Saison sah sich Souray Anschuldigungen gegenüber, dass er seine Ehefrau Angelica Bridges, die unter anderem durch Auftritte in der Fernsehserie Baywatch bekannt wurde, misshandelt haben sollte. Es kam schließlich nicht zu einer Anklage. Bedingt durch die Anschuldigungen begann er die Saison 2005/06 schwach, verspielte dadurch seine Teilnahme an den Olympischen Winterspielen in Turin, aber konnte sich dann im letzten Saisondrittel steigern und noch einen versöhnlichen Saisonabschluss herbeiführen. Seine gute Form rettete Souray bis ins Spieljahr 2006/07 hinein und stellte Karrierebestmarken in allen Offensivkategorien auf. Die Saison beendete er mit insgesamt 64 Punkten knapp hinter Scott Niedermayer und mit seinen 26 erzielten Tore führte er alle Verteidiger deutlich an.
Nach der Saison unterzeichnete er als Free Agent einen mit 27 Millionen US-Dollar dotierten Fünfjahresvertrag bei den Edmonton Oilers. Eine hartnäckige Schulterverletzung zwang ihn im Verlauf der Saison jedoch immer wieder zu Pausen, wodurch er bis Mitte Februar, als er sich einer Operation unterzog, nur 26 Partien bestritten hatte. In der Saison 2008/09 rechtfertigte der Verteidiger den hochdotierten Vertrag und erreichte 53 Punkte in 81 Partien. Die Hoffnungen des Oilers-Managements, dass Souray das im Neuaufbau befindliche Team mit seiner Erfahrung führen sollte, zerschlugen sich aber bereits nach drei Spielen in der Spielzeit 2009/10. Souray zog sich am 8. Oktober 2009 durch einen Check von Jarome Iginla eine Gehirnerschütterung zu, die ihn – ebenso wie ein Handbruch – auf 37 Einsätze im Saisonverlauf limitierte. Dabei verbuchte er 13 Scorerpunkte. Da die Mannschaft in den drei Jahren seit Sourays Verpflichtung weit hinter den sportlichen Erwartungen zurückgeblieben war, erbat der Kanadier in der Sommerpause 2010 um einen Wechsel. Jedoch fand sich kein Interessent, woraufhin ihn die Oilers auf die Waiver-Liste setzten. Da auch von dort kein Team bereit war, Souray zu verpflichten, schickte Edmonton ihn auf Leihbasis zu den Hershey Bears in die American Hockey League, dem eigentlichen Farmteam der Washington Capitals. Dort verbrachte der Abwehrspieler die Saison 2010/11. Im Februar 2011 wurde er erneut auf die Waiver-Liste gesetzt, da sich die Oilers erhofften vor der Trade Deadline einen neuen NHL-Klub für Souray zu finden. Ein Abnehmer fand sich aber wiederum nicht, obwohl der neue Klub nur die Hälfte des Gehalts hätte zahlen müssen.
Am 1. Juli 2011 unterzeichnete Souray einen Kontrakt für ein Jahr bei den Dallas Stars. Nach einer Spielzeit in Dallas unterschrieb er einen Dreijahresvertrag bei den Anaheim Ducks. Bei den Ducks spielte der Kanadier allerdings nur eine Saison, ehe er aufgrund einer Handgelenksverletzung in zwei Spielzeiten kein einziges Pflichtspiel absolvierte und daraufhin im Juli 2015 seine aktive Karriere beendete.

### International
Souray spielte lediglich bei der Weltmeisterschaft 2005 in Österreich für die kanadische Nationalmannschaft. Dort gewann er mit dem Team die Silbermedaille, nachdem die Kanadier im Finale den Tschechen deutlich mit 0:3 unterlagen. Souray steuerte dazu in neun Turnierspielen zwei Scorerpunkte, darunter ein Tor, bei.

## Erfolge und Auszeichnungen
- 1996 WHL West Second All-Star Team
- 2004 Teilnahme am NHL All-Star Game
- 2007 Teilnahme am NHL All-Star Game
- 2009 Teilnahme am NHL All-Star Game

### International
- 2005 Silbermedaille bei der Weltmeisterschaft

## Karrierestatistik

### International
Vertrat Kanada bei:
- Weltmeisterschaft 2005

(Legende zur Spielerstatistik: Sp oder GP = absolvierte Spiele; T oder G = erzielte Tore; V oder A = erzielte Assists; Pkt oder Pts = erzielte Scorerpunkte; SM oder PIM = erhaltene Strafminuten; +/− = Plus/Minus-Bilanz; PP = erzielte Überzahltore; SH = erzielte Unterzahltore; GW = erzielte Siegtore; 1 Play-downs/Relegation; Kursiv: Statistik nicht vollständig)

## Persönliches
Seit Sommer 2014 war Souray mit seiner langjährigen Freundin, der ehemaligen Wrestlerin Kelly Kelly, verlobt, ehe das Paar am 27. Februar 2016 in Mexiko heiratete. Im Oktober 2017 kam es zur Trennung.